# Ґуздек (Ґарволінський повіт)
Ґуздек (пол. Gózdek) — село в Польщі, у гміні Желехув Ґарволінського повіту Мазовецького воєводства.
Населення — 265 осіб (2011).
У 1975-1998 роках село належало до Седлецького воєводства.

## Демографія
Демографічна структура станом на 31 березня 2011 року:
|          | Загалом | Допрацездатний вік | Працездатний вік | Постпрацездатний вік |
| -------- | ------- | ------------------ | ---------------- | -------------------- |
| Чоловіки | 134     | 32                 | 92               | 10                   |
| Жінки    | 131     | 31                 | 73               | 27                   |
| Разом    | 265     | 63                 | 165              | 37                   |